# Отто Абец
О́тто А́бец (нім. Otto Abetz; 26 березня 1903, Шветцінген — 5 травня 1958, Лангенфельд) — німецький дипломат, бригадефюрер СС (30 січня 1942), один з керівників окупаційної адміністрації Третього Рейху на території Франції.

## Біографія
В юності Отто Абец працював учителем малювання в міській гімназії Карлсруе. Тоді ж став засновником молодіжного нацистського об'єднання «Срібний хрест» (нім. «Silberkreuz»), однією з головних цілей якого стала організація максимально тісних контактів з прихильниками нацистської концепції в республіканській Франції. У 1933 році під його безпосереднім керівництвом було проведено кілька німецько-французьких молодіжних зустрічей, ключовою темою яких стало питання про посилення впливу Німеччини в провінції Ельзас-Лотарингія, перейшла до Франції за підсумками Версальського мирного договору.
Надалі його життя була пов'язана з нацизмом ще більш інтенсивно: в 1934 році Абец став повіреним референтом у Франції при імперському керівництві Гітлер'югенду. У наступному році референта переводять в нове відомство, яким є «Бюро Ріббентропа», основним завданням якого було відстеження політичних питань НСДАП. По-справжньому Абецу як дипломатичному працівникові вдалося заявити про себе під час Мюнхенській конференції, яка відбулася в 1938 році — тоді Отто Абец вперше показався на міжнародній арені. Після конференції, Абец переходить у відомство Йоахіма фон Ріббентропа, стаючи його особистим помічником, що зробило прямий вплив на його просування по кар'єрних сходах. У 1939 році він отримав посаду особистого представника глави зовнішньополітичного відомства Рейху в Парижі. Фактично саме Абец був тією людиною при Ріббентропі, який був куратором французької лінії.
У 1939 році офіційно вступив в НСДАП (партійний квиток № 7 041 453), 1 вересня 1935 року — в СС (№ 253 314).
Після поразки Франції Отто Абец займає пост представника імперського МЗС при керівникові військової адміністрації в окупованій країні. Будучи діячем дипломатичного поля (фактично — головним радником окупаційного військового адміністратора Франції), Абец повинен був вирішити питання правильного політичного і ідеологічного сприйняття Третього рейху французами. Прем'єр-міністр вішистського уряду П'єр Лаваль щиро і не без підстави вважав дипломата Абеца найбільш впливовим і могутнім представником Німеччини у Франції — фактично той грав роль сірого кардинала при його уряді. 19 липня 1940 він мав очну зустріч з Лавалем, на якій Абец дав зрозуміти, що йому доручено координувати відносини з урядовими колами Франції, а також відповідати за правильне вирішення питань як на окупованій території, так і на тій, де продовжував діяти рух Опору.
20 квітня 1941 року відомство, яким керував Абец, отримало офіційне найменування «Німецьке посольство в Парижі». Незабаром, після листопада 1942 року імперське МЗС захопила війна дипломатичних інтриг, в яких Абец тимчасово поступився, в результаті чого йому всупереч його бажанню виписали «відпустку», за якою він змушений був покинути країну. До виконання обов'язків посередника між вішістськими колабораціоністськими силами і нацистським зовнішньополітичним відомством Абец приступив після перерви у другій половині 1943 року.
У 1944 році Абец відповідав за вирішення єврейського питання на території Франції. Саме він повинен був вимагати від місцевої влади прискорення депортації єврейського населення, чим Абец активно займався, підтримуючи діяльність підрозділів СД на території всієї країни. Тому його можна зарахувати до осіб, які безпосередньо несуть відповідальність за здійснення всіх антиєврейських і антипартизанських акцій у Франції в 1944 році.

### Суд
У 1945 році Абеца заарештували в Шварцвальді.
У 1949 році над Абецом, його помічниками та іншими представниками окупаційної адміністрації у Франції відбувся військовий суд (засідання проходили в Парижі), на якому Отто Абеца визнали винним в організації заходів, спрямованих проти єврейського населення країни, засудивши його до двадцятирічного терміну тюремного ув'язнення. З в'язниці у Франції Абец, однак, був звільнений в квітні 1954 року, відсидівши менше чверті терміну.

### Повоєнне життя і загибель
Після звільнення з ув'язнення Абеца приймають на роботу журналістом в західнонімецьке періодичне видання «Фортшрітт». Здавалося б, Отто Абецу забезпечене спокійне розмірене життя після нетривалого ув'язнення, проте на початку травня 1959 він гине в автомобільній катастрофі.
Згідно з однією з версій, які заслуговують на увагу, вона була підлаштована євреями-макізардами — учасниками руху Опору, для яких ліквідація Абеца була справою принципу.

## Нагороди

### Міжвоєнний період
- Німецький Олімпійський знак 1-го класу
- Йольський свічник
- Перстень «Мертва голова»
- Почесна шпага рейхсфюрера СС
- Медаль «У пам'ять 1 жовтня 1938» із застібкою «Празький град»

### Друга світова війна
- Хрест Воєнних заслуг 2-го і 1-го класу
- Командор ордена Святих Маврикія та Лазаря (Італія)
- Орден Корони Італії, командорський хрест
- Кавалер Великого хреста ордена Ізабелли Католички (Іспанія)
- Орден Вранішнього Сонця 1-го класу (Японія)